# Hermon-hegy
A Hermon (arabul: جبل حرمون , جبل الشيخ ; héberül: הר חרמון , Har Hermon  ) az Antilibanon nyúlványának legdélibb hegyóriása, Szíria és Libanon között. Legmagasabb pontja 2814 méter. A hegy déli lejtői a Golán-fennsíkra nyúlnak.
Az ókori föníciaiak Szirjonnak, más népek pedig Szenirnek is hívták (az egész Antilibanon-hegységgel együtt). Pogány kultuszhely volt. A bibliai Ószövetség leírása alapján a Kánaánban letelepedett izraeliták északi határa volt.
A modern kori Izraelben „az állam szemének” is nevezik, mivel az annektált Golán-fennsík legszélén magaslik, az izraeli biztonsági erők pedig stratégiai megfigyelőállomást tartottak itt fenn a szíriai és libanoni katonai tevékenységek megfigyelésére. 2024 végén, az Aszad-rezsim bukása után az izraeli hadsereg a hegy legmagasabb pontját és a hegy egész keleti oldalát megszállta.